# Synallaxis cabanisi
El pijuí de Cabanis (Synallaxis cabanisi), también denominado cola-espina de Cabanis (en Perú), es una especie de ave paseriforme de la familia Furnariidae perteneciente al numeroso género Synallaxis. Es nativo de regiones andinas del oeste de América del Sur.

## Distribución y hábitat
Se distribuye por los contrafuertes a oriente de los Andes desde el centro de Perú, hacia el sur hasta el norte de Bolivia.
Esta especie es considerada poco común en su hábitat natural: el denso enmarañado del sotobosque de los bordes de selvas húmedas tropicales de tierras bajas y de piedemonte entre los 200  y los 1350 metros de altitud. También ocurre en crecimientos secundarios.

## Descripción
Mide entre 16 y 18 cm de longitud y pesa entre 16 y 24 gramos. Es oscuro en general. Especímenes de Perú son pardos por arriba con la corona toda rufa, cara oscura; las alas son principalmente rufas; la cola, bastante corta, a menudo deshilachada, es rufo castaño. La garganta es gris mezclado con negro (más blanca en el área malar); por abajo es pardo oliva grisáceo. En Bolivia es más pálido en general, por abajo es pardo amarillento sucio.

## Estado de conservación
El pijuí de Cabanis había sido calificado como casi amenazado por la Unión Internacional para la Conservación de la Naturaleza (IUCN) hasta 2016, debido a que, con base en modelos de deforestación futura de la cuenca del Amazonas, se espera una decadencia de 25 a 30% en su población en las tres próximas generaciones. Sin embargo, en la revisión de 2022 fue recalificado como preocupación menor.

### Amenazas
La amenaza principal es la acelerada deforestación de la cuenca amazónica. Se piensa ser particularmente susceptible a la fragmentación y efectos en los bordes.

### Acciones de conservación
No se conocen acciones de conservación.

## Comportamiento
Generalmente andan en pares, arrastrándose y juguetendo furtivamente en el denso enmanrañado cerca del suelo, algunas veces en cañas Gynerium. Difícil de ser visto, a menudo revela su presencia al vocalizar.

### Vocalización
El canto es un abrupto y nasal «nyap» o «nyap-nyap».

## Sistemática

### Descripción original
La especie S. cabanisi fue descrita por primera vez por los ornitólogos alemanes Hans von Berlepsch y Paul Leverkhün en 1890 bajo el mismo nombre científico; su localidad tipo es:  «Valle de Chanchamayo, Junín, Perú».

### Etimología
El nombre genérico femenino «Synallaxis» deriva del término francés «Synallaxe» dado por Vieillot (1818) a estas aves con referencia a las características diferenciadas que garantizan las separación genérica, que por su vez deriva del griego «συναλλαξις sunallaxis, συναλλαξεως sunallaxeōs» que significa ‘intercambio’; una acepción diferente sería que deriva del nombre griego «Synalasis», una de las ninfas griegas Ionides. El nombre de la especie «cabanisi», conmemora al ornitólogo alemán Jean Cabanis (1816–1906).

### Taxonomía
Forma un grupo de especies con Synallaxis moesta y Synallaxis macconnelli, los datos genético-moleculares confirman que las tres forman un clado: el «grupo moesta». Difiere de la primera por la estructura de la cola y de la segunda por el plumaje del juvenil. La identidad de la población disjunta del este de la Amazonia brasileña, descubierta en los años 1990, se colocó inicialmente como parte de la subespecie nominal de la presente; pero un estudio reciente indica que se trata de un nuevo taxón no descrito del «grupo ruficapilla».

### Subespecies
Según las clasificaciones del Congreso Ornitológico Internacional (IOC) y Clements Checklist/eBird se reconocen dos subespecies, con su correspondiente distribución geográfica:
- Synallaxis cabanisi cabanisi Berlepsch & Leverkühn, 1890 – piedemonte de los Andes en el centro y sur de Perú (Huánuco hacia el sur hasta Puno, posiblemente también al oeste de Ucayali); probablemente también en el centro de Brasil (norte de Mato Grosso).
- Synallaxis cabanisi fulviventris Chapman, 1924 – piedemonte de los Andes en el norte de Bolivia (La Paz, oeste del Beni, Cochabamba).